# Edward Bromhead
Sir Edward Thomas ffrench Bromhead, 2. Baronet (* 26. März 1789, Dublin; † 14. März 1855, Thurlby Hall bei Newark) war ein britischer Gutsbesitzer und Förderer der Mathematik. Sein offizielles botanisches Autorenkürzel lautet „Bromhead“.

## Leben und Wirken
Bromhead stammte aus einer wohlhabenden Gutsbesitzerfamilie in Lincolnshire. Er erbte 1822 von seinem Vater den 1806 geschaffenen Adelstitel eines Baronet, of Thurlby Hall in the County of Lincoln. Er studierte an der University of Glasgow und an der Universität Cambridge (Gonville and Caius College) um dann am Inner Temple in London seine Rechtsanwaltsausbildung zu beginnen. Später kehrte er nach Lincolnshire auf seinen Landsitz Thurlby Hall bei Lincoln zurück. Er war High Steward von Lincoln.
Bromhead war in Cambridge, wo er Mathematik studiert hatte, einer der Gründer der Analytical Society mit John Herschel, George Peacock und Charles Babbage, mit denen er eng befreundet war. Die Gesellschaft widmete sich der Pflege der Mathematik und war ein Vorläufer der Cambridge Philosophical Society. Er ist als Förderer des im Wesentlichen autodidaktisch ausgebildeten Mathematikers (und Müllers) George Green bekannt und sorgte für die Veröffentlichung von dessen Arbeiten unter anderem durch die Cambridge Philosophical Society und dafür, dass Green in Cambridge im fortgeschrittenen Alter von 40 Jahren ab 1833 studieren konnte.

## Ehrungen
Am 13. März 1817 wurde Bromhead zum Mitglied („Fellow“) der Royal Society gewählt. Am 3. Februar 1823 wurde er Mitglied der Royal Society of Edinburgh.